# Herrenhäuser Kirche

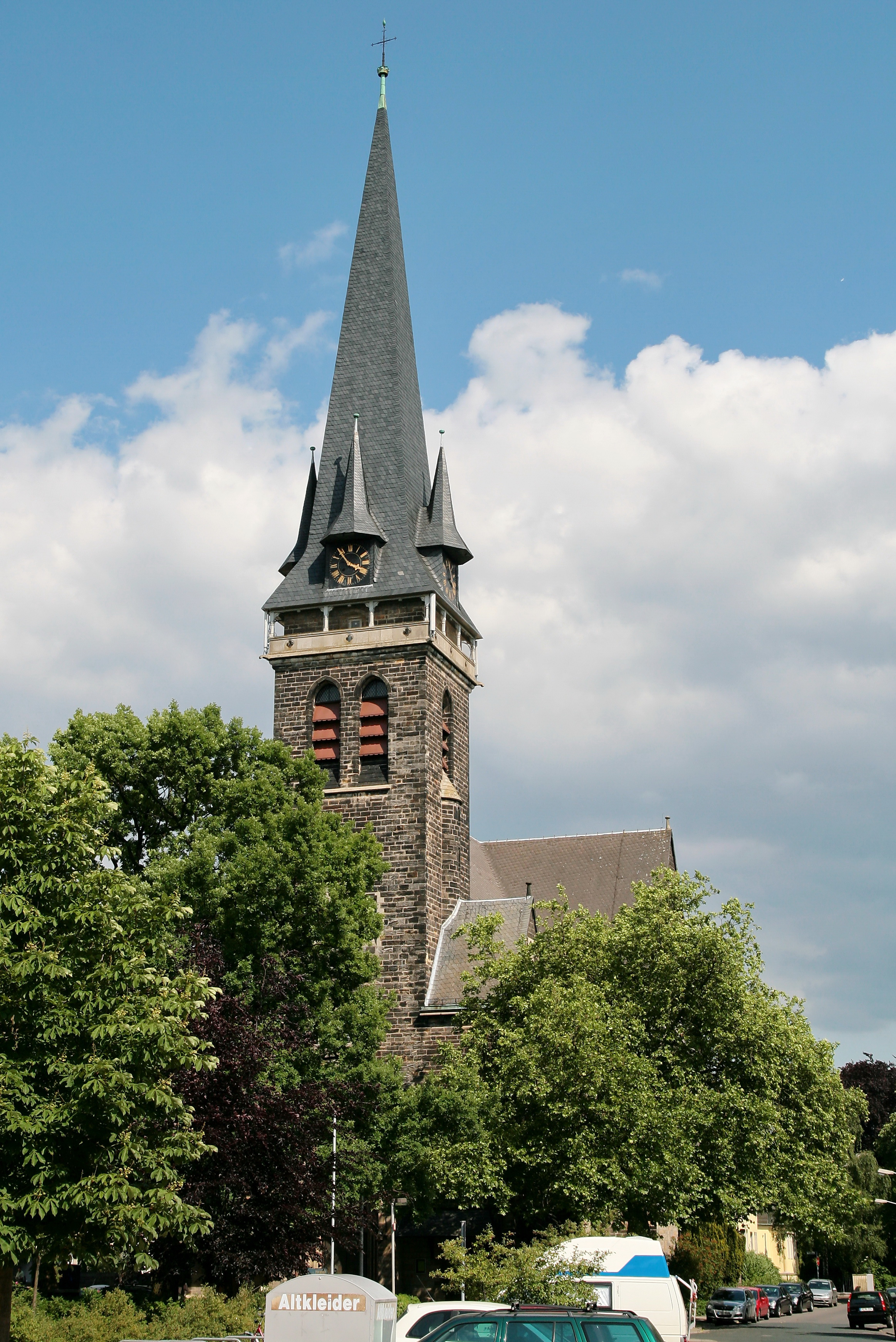
Herrenhäuser Kirche

Die Herrenhäuser Kirche in Hannover ist ein Kirchenbau im neugotischen Stil und gehört zur evangelisch-lutherischen Emmaus-Kirchengemeinde Hannover. Standort des denkmalgeschützten Gotteshauses im hannoverschen Stadtteil Herrenhausen ist das Hegebläch 19.

## Geschichte

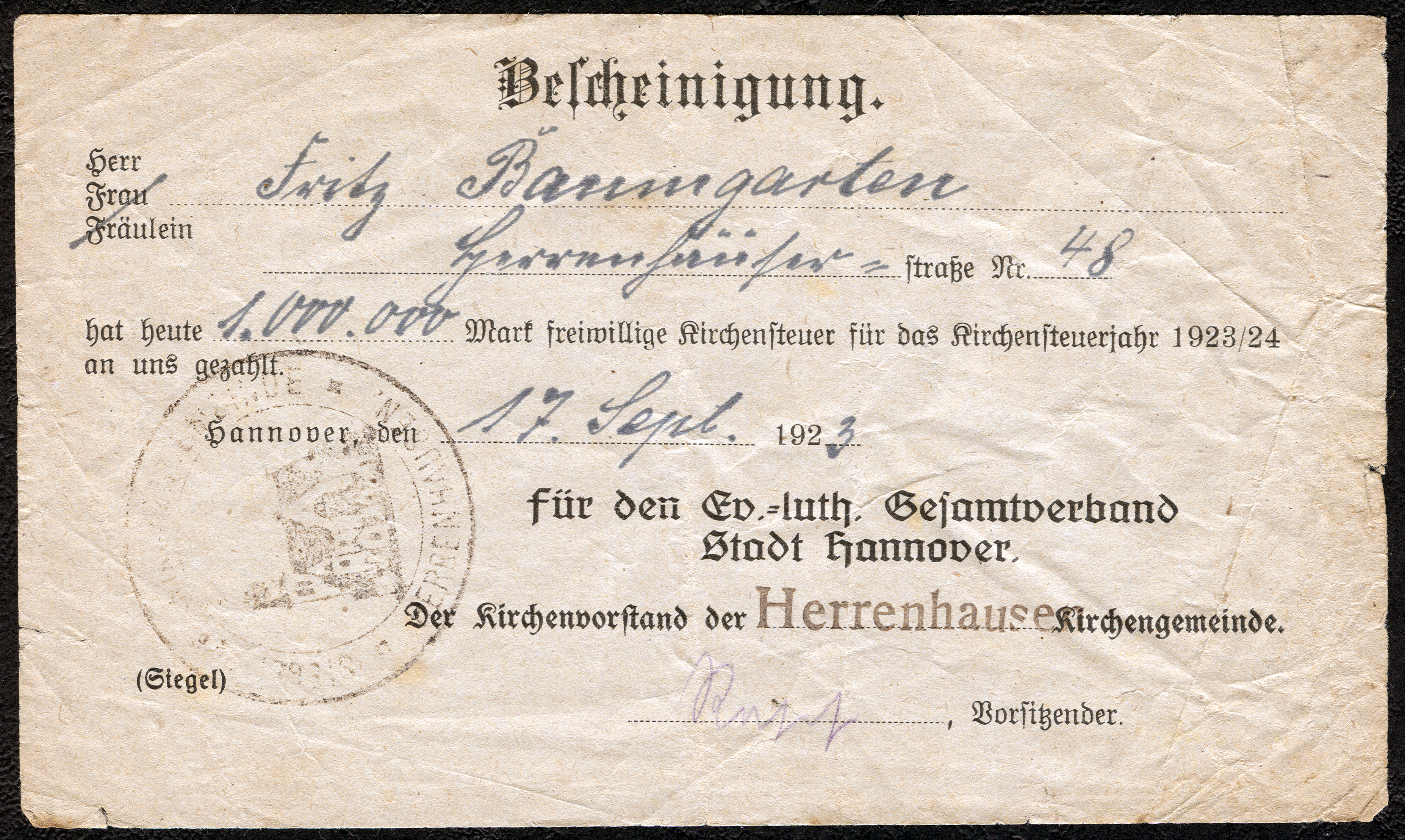
Zahlbescheinigung 1923 vom Kirchenvorstands-Vorsitzenden Rasch für Bäckermeister Fritz Baumgarten über die „freiwillige Kirchensteuer“ zur Zeit der deutschen Hyperinflation

Das erste christliche Gotteshaus direkt in Herrenhausen war die Kapelle auf dem Herrenhäuser Friedhof. Die evangelische Kirche, die unweit der Herrenhäuser Gärten steht, wurde erst von 1903 bis 1906 für insgesamt 276.000 Mark nach Plänen des Architekten Rudolph Eberhard Hillebrand aus Sandstein-Mauerwerk erbaut. Am 27. Mai 1906 waren die Arbeiten abgeschlossen, und die Kirche wurde geweiht. Das Geld für den Kirchenbau stammte zur einen Hälfte aus der Zahlung, die die Bürger von Herrenhausen für die Eingemeindung nach Hannover erhalten hatten. Die andere Hälfte wurde durch Spenden und Sammlungen eingebracht. Die Kirche misst an ihrer höchsten Stelle 72 Meter. Zahlreiche Glasfenster schufen das Atelier Rudolf und Otto Linnemann in Frankfurt am Main.
Im Zweiten Weltkrieg bei den Luftangriffen auf Hannover blieb die Kirche verschont, jedoch wurden durch den Luftdruck einer Luftmine die Farbverglasungen zerstört und Teile des Daches abgedeckt. 2011 wurde der Kirchsaal renoviert.

### Kirchenraum

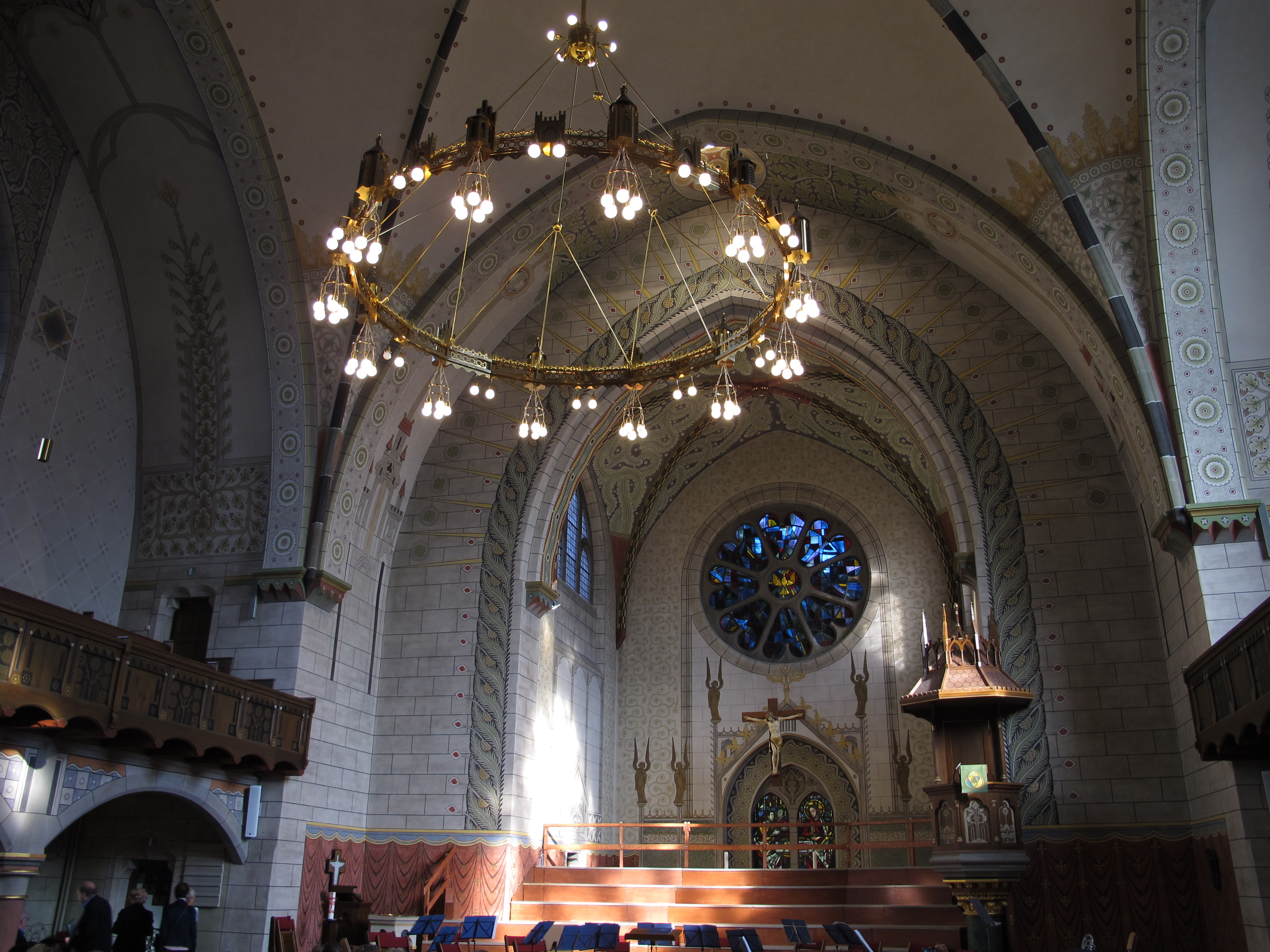
Innenansicht

Längs- und Querschiff weisen gleiche Größenverhältnisse auf, dem das griechische Kreuz zu Grunde liegt.
Das Altar-Fenster aus dem Jahr 1949 zeigt Jesus und die Emmaus-Jünger. Die Verglasung auf der Nord- und der Südseite des Kirchraums ist schlicht und farblos. Den Chorraum dominiert ein großes Radfenster, das außer der mittig gesetzten Taube (Heiliger Geist) mit neuzeitlichem Buntglas abstrakt gestaltet ist. 1962 wurde die Jugendstil-Innenausmalung grau-weiß überstrichen und der Radleuchter entfernt. Bei einer späteren Renovierung Ende der 1980er und zu Beginn der 1990er Jahre bekam die Kirche einen neuen Radleuchter und die Jugendstil-Innenausmalung wurde wiederhergestellt. Neben dem Radleuchter sind die Rundfenster eine weitere Besonderheit. Durch eine Glaswand wurde ein Vorraum unter der Empore geschaffen. Während nach der Bauzeit noch 930 Gläubige Platz in der Kirche fanden, gibt es heute nur 650 Sitzplätze. An der Glastür, die zum Sakralraum führt, ist ein hölzernes Schriftband eingebracht, auf dem in Frakturschrift das Vaterunser steht. Zur Expo 2000 wurde eine schlicht gehaltene Gebetsecke eingerichtet.

### Portal
Den Eingang zur Kirche bildet ein Portal, das mit seinem Giebelfeld über der Tür (auch Tympanon genannt) und den im Spitzbogen bandartigen Verzierungen (Archivolten), die links und rechts des Portals auf jeweils drei Säulen zulaufen, Merkmale der Neogotik aufweist. Der Spitzgiebel des Portals ist mit drei Rosen und die Spitze mit einem Kreuz versehen.

## Orgel und Kirchenmusik

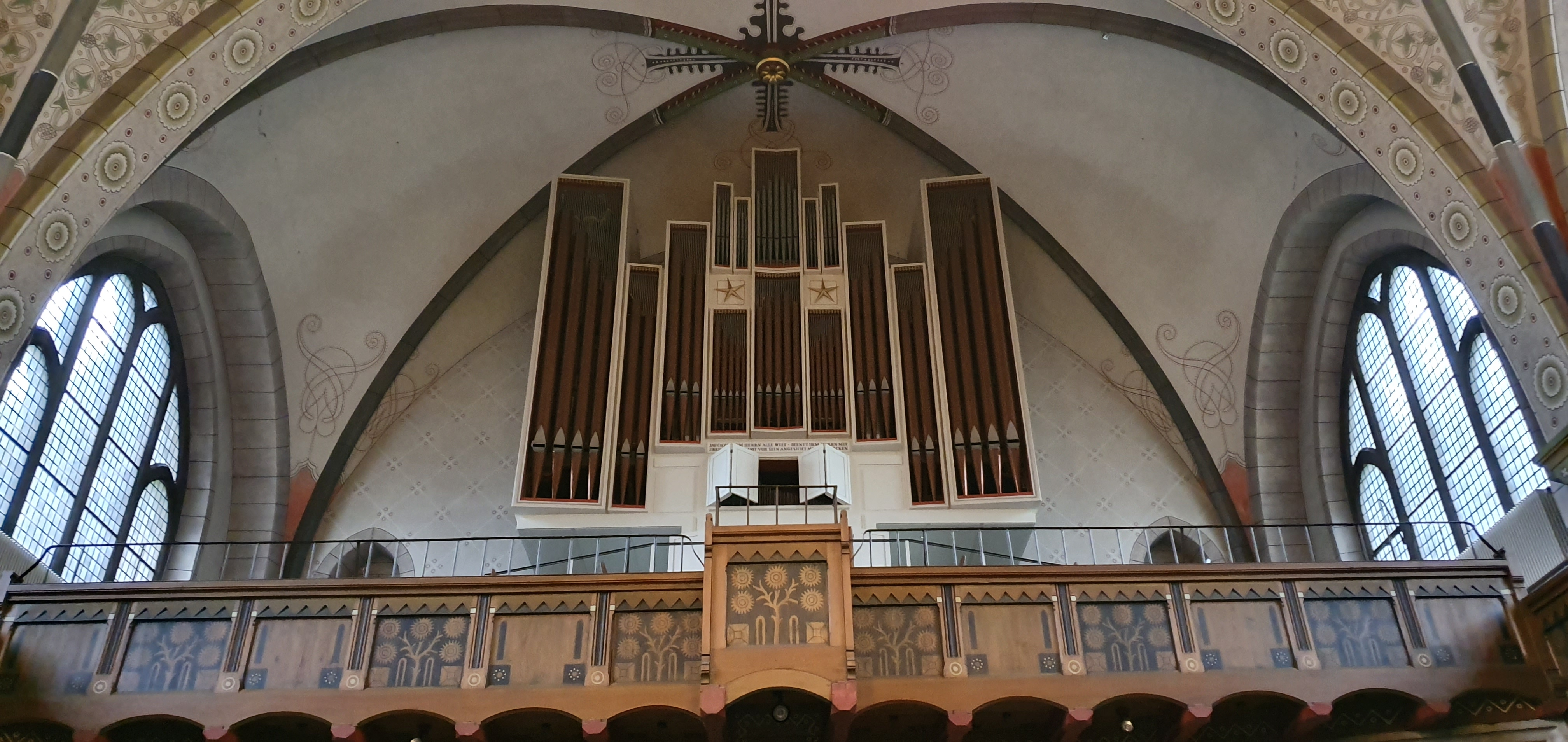
Blick auf die Orgel

### Orgel
1906 baute die Werkstatt P. Furtwängler & Hammer in die neue Kirche eine Orgel mit einem symphonisch-romantischen Klangbild ein. Sie hatte 35 Register, zwei Manuale und Pedal. Die Kosten übernahm Ernst August Herzog von Cumberland, sein Familienwappen zierte den Prospekt. Das Instrument wurde im Zweiten Weltkrieg schwer beschädigt. Die Wiederherstellung nach dem Krieg führte zu keinem befriedigenden Ergebnis.
Die Werkstatt Gebrüder Hillebrand Orgelbau schuf 1967 ein neues Instrument mit 40 Registern auf drei Manualen und Pedal unter Einbeziehung von fünf Registern der Vorgängerorgel. Den Prospekt entwarf Heinz Wolff.
1993 restaurierte die Erbauerwerkstatt das Instrument und baute neue Zungenstimmen im Oberwerk und im Pedalwerk ein. Im Zuge einer Reinigung im Jahr 2016 erweiterte Orgelbau Hillebrand das Instrument um ein deutsch-romantisch disponiertes Schwellwerk mit Stimmen, die das Instrument von 1906 besonders auszeichnete. Das Schwellwerk hat 7 Register (455 Pfeifen) und wurde hinter der Orgel in vier bis sieben Meter Höhe untergebracht; es ist als „Auxiliarwerk“ hinzugefügt, d. h. es verfügt über kein eigenes Manual am Spieltisch, sondern kann allen Manualen und dem Pedal frei zugeordnet werden. Sein Tonumfang reicht bis zum vier-gestrichenen g. 2019 wurde die erweiterte Orgel wieder eingeweiht. Sie hat nun 47 Register.
| I Hauptwerk C–g3 |                  |        |     |
| 01.              | Bordun           | 16' 0  | (F) |
| 02.              | Prinzipal        | 08'    |     |
| 03.              | Gemshorn         | 08'    |     |
| 04.              | Oktave           | 04'    |     |
| 05.              | Koppelflöte      | 04'    |     |
| 06.              | Quinte           | 02 ⁄3' |     |
| 07.              | Oktave           | 02'    |     |
| 08.              | Mixtur VI-VIII 0 |        |     |
| 09.              | Bombarde         | 16'    |     |
| 10.              | Trompete         | 08'    |     |

| II Oberwerk C–g3 |                   |      |     |
| 11.              | Rohrflöte         | 8'   |     |
| 12.              | Quintade          | 8'   |     |
| 13.              | Prinzipal         | 4'   |     |
| 14.              | Hohlflöte         | 2'   |     |
| 15.              | Sesquialtera II 0 |      |     |
| 16.              | Mixtur III-V      |      |     |
| 17.              | Zimbel III        |      |     |
| 18.              | Trompete          | 8' 0 | (E) |
| 19.              | Oboe              | 8'   | (E) |
|                  | Tremulant         |      | (E) |

| III Brustwerk C–g3 |              |         |
| 20.                | Holzgedackt  | 08'     |
| 21.                | Spitzflöte   | 04'     |
| 22.                | Prinzipal    | 02'     |
| 23.                | Terzian II   | 01 3⁄5' |
| 24.                | Blockflöte   | 01'     |
| 25.                | Scharff IV-V |         |
| 26.                | Vox humana 0 | 16'     |
| 27.                | Krummhorn    | 08'     |
|                    | Tremulant    |         |

| Schwellwerk C–g4 |                 |       |     |
| 28.              | Geigenprinzipal | 08'   | (N) |
| 29.              | Harmonieflöte   | 08'   | (N) |
| 30.              | Salicional      | 08'   | (N) |
| 31.              | Vox coelestis   | 08'   | (N) |
| 32.              | Fugara          | 04'   | (N) |
| 33.              | Traversflöte    | 04'   | (N) |
| 34.              | Klarinette      | 08' 0 | (N) |

| Pedalwerk C–f1 |                   |       |     |
| 35.            | Prinzipal         | 16'   |     |
| 36.            | Subbass           | 16'   | (F) |
| 37.            | Oktave            | 08'   |     |
| 38.            | Gedackt           | 08'   | (F) |
| 39.            | Oktave            | 04'   | (E) |
| 40.            | Offenflöte        | 04'   |     |
| 41.            | Sesquialtera II 0 |       |     |
| 42.            | Feldpfeife        | 01'   | (F) |
| 43.            | Hintersatz IV     |       |     |
| 44.            | Posaune           | 16'   | (E) |
| 45.            | Trompete          | 08' 0 |     |
| 46.            | Trompete          | 04'   | (E) |
| 47.            | Zink              | 02'   | (F) |

- Koppeln:
  - Normalkoppeln: II/I, III/I, III/II, SW/I, SW/II, SW/III I/P, II/P, III/P, SW/P
  - Suboktavkoppeln: SW/SW
  - Superoktavkoppeln: SW/I, SW/II, SW/III, SW/P

- Effektregister: Zimbelstern (Tempo variabel)
- Anmerkungen:

(F) = Historisches Register von Furtwängler & Hammer aus dem Jahr 1906
(E) = Ergänzung der zweiten Orgel aus dem Jahr 1993
(N) = Ergänzung der zweiten Orgel aus dem Jahr 2019

### Kantorei Herrenhausen
In der Kirche wird anspruchsvolle Kirchenmusik aufgeführt. Der Chor, Kantorei Herrenhausen genannt, führt unter der Leitung des Kirchenkreiskantors Martin Ehlbeck regelmäßig die großen kirchenmusikalischen Werke auf. Eine Besonderheit sind szenische Aufführungen, so die der Matthäuspassion von Johann Sebastian Bach im Jahr 2000 und die der Johannespassion von Bach im Jahr 2015, beide unter der Regie von Christoph G. Amrhein. 2006 wurde Georg Friedrich Händels Belsazar und 2009 Johannes Brahms’ Ein deutsches Requiem in Verknüpfung mit Frank Martins Jedermann-Monologen aufgeführt. 2012 gab es eine szenische Aufführung des Weihnachtsoratoriums von Bach. 2017 führte die Kantorei Herrenhausen zusammen mit dem Orchester der Herrenhäuser Kirche Gottfried Heinrich Stölzels Weihnachtsoratorium auf.

## Glocken
Im Turm befindet sich ein sechsstimmiges Geläut, bestehend aus zwei tontiefen Gussstahl-Glocken und vier Bronzeglocken. Die 1906 gegossenen Bronze-Glocken mit den Tönen h0–d1–fis1 mussten 1917 für Kriegszwecke abgegeben werden. 1922 wurden sie durch stählerne Glocken ersetzt.
| Nr. | Name                | Gussjahr | Glockengießer                           | Durchmesser (mm) | Gewicht (kg) | Nominal | Inschrift |
| --- | ------------------- | -------- | --------------------------------------- | ---------------- | ------------ | ------- | --------- |
| 1   | Dominica            | 1922     | Bochumer Verein                         | 1.800            | 2.350        | h0      |           |
| 2   | Friedens-/Betglocke | 1922     | Bochumer Verein                         | 1.400            | 1.400        | d1      |           |
| 3   | Ewigkeitsglocke     | 1967     | Friedrich Wilhelm Schilling, Heidelberg | 1.030            | 740          | g1      |           |
| 4   | Heilig-Geist-Glocke | 1967     | Friedrich Wilhelm Schilling, Heidelberg | 910              | 521          | a1      |           |
| 5   | Christus-Glocke     | 1967     | Friedrich Wilhelm Schilling, Heidelberg | 870              | 452          | h1      |           |
| 6   | Vater-Unser-Glocke  | 1967     | Friedrich Wilhelm Schilling, Heidelberg | 730              | 267          | d2      |           |